# プロフェッショナルレスリングJUST TAP OUT
JTO（ジェー・ティー・オー、ジャスト・タップ・アウト）は、日本のプロレス団体。コンセプトは「本当の意味のプロフェッショナルレスリング」。
2018年の団体発足時の名称は「プロフェッショナルレスリングJUST TAP OUT（ジャスト・タップ・アウト）」。2023年7月、団体の略称・通称だった現名称に改称した。ロゴマークは、旧称時代のものを引き続き使用している。

## 団体名の由来
2018年3月11日、新日本プロレスベイコム総合体育館大会で開催された「NEW JAPAN CUP」で、ザック・セイバーJr.のセコンドとして登場した創業者のTAKAみちのくがマイクパフォーマンスで「JUST TAP OUT!（降参するのみだ）」とコメントしたのが始まりとされている。11月10日、TAKAの決め台詞を冠としたブランドとしてKESインターナショナルが運営、KAIENTAI DOJOと琉球ドラゴンプロレスリングによる協力の下でTEAM JUST TAP OUT主催興行「JUST TAP OUT」沖縄県立武道館大会を開催。

## 特徴
創業者のTAKAみちのくが理想として掲げる子供のころに見た「鍛え上げられた肉体のぶつかり合い、磨き上げた技術」を見せるリングを目指している。
設立当初はTAKAがスカウトした人材を育て上げてきたが現在は一般から募集する研修生制度をはじめてテスト合格者から練習生に昇格後、デビューしている。純粋な生え抜き選手にこだわり、フリー選手の入団、他団体選手の移籍による所属選手はいない。なお、旗揚げからレギュラー参戦していたフリーの雫有希は入団を志願したがTAKAは頑なに断った。
旗揚げ当初は新人選手が多くスタッフが少ないため、トラブル防止のために所属選手へのチケット取り置きを禁止にしていたが現在はLINE専用IDから受け付けを行っている。所属選手の個人情報は最低限の公表として本名は非公開になっている。練習生からなるべくSNSを開設して配信アプリ「Pococha」の団体アカウントで定期的にファンと交流している。
グッズはパンフレットとアパレルを重視してポートレートは制作はしなかったが、クラウドファンディング特典として非売品ポートレートを作成して好評だったことから順次販売するようになった。パンフレットは1年で制作をやめたが旗揚げ3周年記念大会で制作されて来場者に無料配布された。入場曲はオリジナル曲が制作されてダウンロード販売している。

## 歴史

### 2019年
- 1月19日、TAKAみちのくが記者会見を行って1月30日付でKAIENTAI DOJOの取締役解任及び退団することを発表。
- 5月7日、TAKAとタイチの自主興行「タカタイチマニア2」後楽園ホール大会で舞華、武蔵龍也がデビュー。
- 5月8日、TAKA、舞華、武蔵、練習生3人が旗揚げ記者会見を行ってプロフェッショナルレスリングJUST TAP OUT（プロフェッショナルレスリング・ジャスト・タップ・アウト）の設立を発表[3][4]。
- 7月8日、後楽園ホールで旗揚げ戦「始」を開催[5][6]。新、イーグルマスク、KANON、稲葉ともか、rhythmがデビュー。
- 9月24日、後楽園ホールで「夢」を開催。田村ハヤトがデビュー。
- 11月14日、後楽園ホールで「恩」を開催。

### 2020年
- 1月14日、後楽園ホールで「初」を開催。
- 2月12日、新木場1stRINGで第1回「JTOトーナメント」の1回戦を開催。
- 新型コロナウイルス感染防止のため、3月27日の後楽園ホール大会「JTOトーナメント」、4月17日の新木場1stRING大会の中止を発表。今後に関しても黒字収益の見込みが立たないことから千葉にある配送企業との業務提携を発表[7]。千葉にある倉庫の片隅を道場として全選手が従業員（一部選手は正社員）として勤務。しかし、数ヶ月後に会社の経営が傾いてしまい契約が解消により、全選手が退職して道場も撤去となった。
- 5月31日、四街道キーラインアリーナで無観客興行「道」を開催。
- 新型コロナウイルス感染防止のため、6月15日の新木場1stRING大会（4月17日の新木場1stRING振替大会）の中止を発表。
- 7月20日、新木場1stRINGで旗揚げ1周年記念大会「祝」を開催。
- 7月26日、舞華が退団。
- 8月14日、新木場1stRINGで「格」を開催。延期していた「JTOトーナメント」の2回戦、準決勝、決勝を開催されてTAKAが優勝。
- 9月2日、綾部蓮がデビュー。
- 11月11日、後楽園ホールで「乱」を開催。前所属団体のK-DOJOで退団騒動以降絶縁していたTAKAと火野裕士による遺恨マッチが行われて火野が勝利。神姫楽ミサ、柳川澄樺、YuuRIがデビュー。
- 12月6日、レッスル武闘館で第1回「JTO GIRLSトーナメント」が開催されて雫有希が優勝。

### 2021年
- 1月15日、後楽園ホールで「初」を開催。出場予定だったが火野が出場契約決裂のため、渡辺壮馬と伊藤貴則が新型コロナウイルス陽性のため、ブラック・チャンギータが濃厚接触者に判定され、欠場することが残り数日の間で発表された。また、東京都から緊急事態宣言が出され会場は20時までに全試合を終了することとなり、全試合を15分1本勝負とし、メインイベントは残り時間で決めることを発表（最終的に30分1本勝負）。メインは田村＆武蔵vsTAKA＆KANONの4人タッグであったが、田村ハヤトのラストマッチを受け、新とイーグルマスクが参加に名乗りを上げ6人タッグとなり、所属女子選手はセコンドについた。
- 3月19日、ファイヤー勝巳、SEKIYAがデビュー。
- 4月10日、新木場1stRINGで「純」を開催。
- 5月29日、後楽園ホールで「戦」を開催。Aoiがデビュー。
- 7月7日、後楽園ホールで旗揚げ2周年記念大会「祝」を開催。
- 8月8日、ケンイチがデビュー。
- 9月2日、後楽園ホールで「夢」を開催。ブルドーザー亜未沙、夕張源太、十文字アキラがデビュー。YuuRiが退団。
- 11月18日、後楽園ホールで「頂」を開催。ジャタップくんがデビュー。
- 11月21日、鄭吉晴がデビュー。
- 12月28日、保土ケ谷公会堂で「挑」を開催。

### 2022年
- 5月29日、ブルドーザー亜未沙が退団。
- 7月1日、道場兼試合会場「JTOアリーナ」を開設。
- 7月9日、後楽園ホールで旗揚げ3周年記念大会「祝」を開催。ARA、MIKA、ケンスケ、MAXI、イッセー杉原がデビュー。
- 11月4日、後楽園ホールで「乱」を開催。ヒロ飯島、HisokA、一颯、宮入将義、Mr.マスクがデビュー。

### 2023年
- 3月3日、稲葉あずさがデビュー。
- 6月23日、KEITAがデビュー。
- 6月26日、SEKIYAが一身上の都合で活動休業のため退団。
- 7月1日、団体名をJTO（ジェー・ティー・オー）に改称[8]。
- 7月9日、キモがデビュー。
- 7月17日、後楽園ホールで旗揚げ4周年記念大会を開催。
- 10月15日、武田光博がデビュー。
- 11月10日、グラディオ、ボンバータツヤ、ブレイザー丹内がデビュー。
- 12月31日、綾部蓮が退団。

### 2024年
- 1月13日、横浜そう太がデビュー。
- 2月4日、みず葉がデビュー。
- 4月17日、五十鈴、ユーク・カガトビがデビュー。
- 5月10日、ジャンボ井上がデビュー。
- 7月15日、後楽園ホール旗揚げ5周年記念大会を開催。サンダー誠己がデビュー。
- 7月20日、遠州はじめがデビュー。
- 8月29日、ビッグ春華がデビュー。
- 9月1日、南部タマキ、中島真志がデビュー。
- 12月27日、五十鈴が活動休業のため退団。

### 2025年
- 1月6日、南部タマキが帰郷のため退団。以降、JTO東北大会の際はフリー参戦している。
- 2月27日、ホルスタイン・エンジュがデビュー。
- 7月11日、後楽園ホール旗揚げ6周年記念大会を開催。ジュエル・バード、枢夜佐季、ラブリカ・ヒナーノがデビュー。五十鈴がブレーン（司令塔）として復帰、ビッグ春華、エンジュとユニット「ビッグ・フュージョン」を結成。
- 7月31日、神姫楽ミサ、柳川澄樺が退団。
- 8月31日、ファイヤー勝巳が退団。

## 主な興行
JTO HOUSE
男子選手による興行。現在は「JTO GIRLS」と共に1日2回開催している。
JTO GIRLS
女子選手による興行。昼夜興行が可能な場合は「JTO HOUSE」と同日開催している。
JTO SPECIAL
所属選手全員による興行。もともとは「JTO HOUSE」と「JTO GIRLS」の2興行を予定していたものを変更して1日2回開催している。

## タイトル
| タイトル            | 保持者              | 歴代   |
| ------------------- | ------------------- | ------ |
| JTO無差別級王座     | 夕張源太            | 第3代  |
| JTOタッグ王座       | 鈴木みのる 夕張源太 | 第6代  |
| JTO GIRLS王座       | 稲葉あずさ          | 第5代  |
| JTO GIRLSタッグ王座 | 稲葉ともか rhythm   | 第6代  |
| KING of JTO         | サンダー誠己        | 第11代 |
| QUEEN of JTO        | 稲葉あずさ          | 第11代 |

| タイトル              | 覇者           | 年代   |
| --------------------- | -------------- | ------ |
| JTOトーナメント       | ファイヤー勝巳 | 2024年 |
| JTO GIRLSトーナメント | 稲葉あずさ     | 2025年 |

## 所属選手
| 選手                   | 生年月日               | 出身地                     | デビュー                                 | 入場曲               |
| ---------------------- | ---------------------- | -------------------------- | ---------------------------------------- | -------------------- |
| TAKAみちのく           | 1973年10月26日（51歳） | 千葉県四街道市             | 1992年9月4日                             | YAMATO PART4         |
| 武蔵龍也               | 1995年6月28日（30歳）  | 東京都武蔵村山市           | 2019年5月7日                             | fighting dragon      |
| 新                     | 1998年5月20日（27歳）  | 広島県広島市               | 2019年7月8日                             | ARATA                |
| イーグルマスク         | 1999年6月21日（26歳）  | 東京都杉並区               | 2019年7月8日                             | EAGLE BREAKER 2      |
| 稲葉ともか             | 2002年7月24日（23歳）  | 愛知県豊川市               | 2019年7月8日                             | KARATE GIRL          |
| rhythm                 | 2001年11月26日（23歳） | 東京都江戸川区             | 2019年7月8日（2020年10月16日再デビュー） | 天音                 |
| ファイヤー勝巳         | 2001年1月14日（24歳）  | 大阪府豊中市               | 2021年3月19日                            | ファイヤー           |
| Aoi                    | 2002年7月21日（23歳）  | 北海道恵庭市               | 2021年5月29日                            | Aoi                  |
| ケンイチ               | 1996年8月12日（29歳）  | 兵庫県明石市               | 2021年8月8日                             | ケンイチのテーマ     |
| 夕張源太               | 2000年1月7日（25歳）   | 北海道夕張郡長沼町         | 2021年9月2日                             | 夕張源太のテーマ     |
| 十文字アキラ           | 2002年7月13日（23歳）  | 北海道帯広市               | 2021年9月2日                             | 十文字アキラのテーマ |
| ジャタップくん         | 202X年11月30日         | ジャタップ星               | 2021年11月18日                           | JATAPKUN             |
| ケンスケ               | 1992年10月26日（32歳） | 千葉県船橋市               | 2022年7月9日                             | Monologue            |
| ARA                    | 1985年11月11日（39歳） | 東京都江戸川区             | 2022年7月9日                             | Here it Comes!!      |
| MAXI                   | 1月10日                | 広島県東広島市             | 2022年7月9日（2024年4月17日再デビュー）  | MAXI                 |
| ヒロ飯島               | 1985年9月25日（39歳）  | 東京都江戸川区             | 2022年11月4日                            | Dangan               |
| HisokA                 | 2005年10月27日（19歳） | 群馬県前橋市               | 2022年11月4日                            | オリジナル           |
| MIYAMASA               | 9月12日                | 長野県長野市               | 2022年11月4日                            | オリジナル           |
| IBUKI                  | 1997年2月5日（28歳）   | 埼玉県川越市               | 2022年11月4日                            | オリジナル           |
| Mr.マスク              | 11月20日               | 愛知県                     | 2022年11月4日                            | Mr…?                 |
| 稲葉あずさ             | 2007年11月29日（17歳） | 愛知県豊川市               | 2023年3月3日                             | 姉超                 |
| KEITA                  | 1984年11月24日（40歳） | 島根県益田市               | 2023年6月23日                            | Fight not to Fight   |
| キモ                   | 1976年                 | 神奈川県横浜市             | 2023年7月9日                             | オリジナル           |
| 赤間"AKM"直哉          | 1991年4月5日（34歳）   | 東京都足立区               | 2023年7月17日                            | Eve of Revolution    |
| ボンバータツヤ         | 2006年5月4日（19歳）   | 島根県松江市               | 2023年11月10日                           | ボンバー             |
| みず葉                 | 1997年5月29日（28歳）  | 埼玉県川越市               | 2024年2月4日                             | オリジナル           |
| ユーク・カガトビ       | 3月27日                | 石川県野々市市             | 2024年4月17日                            | オリジナル           |
| ジャンボ井上           | 1987年1月31日（38歳）  | 三重県鈴鹿市               | 2024年5月10日                            | オリジナル           |
| サンダー誠己           | 2005年7月5日（20歳）   | 大阪府豊中市               | 2024年7月15日                            | オリジナル           |
| ビッグ春華             | 2004年3月9日（21歳）   | 東京都世田谷区             | 2024年8月29日                            | オリジナル           |
| ホルスタイン・エンジュ | 1992年6月11日（33歳）  | 岡山県岡山市（広島県育ち） | 2025年2月27日                            | オリジナル           |
| ジュエル・バード       | 2007年8月30日（17歳）  | 秋田県秋田市               | 2025年7月11日                            | DREAM（U-DII）       |
| 枢夜佐季               | 1994年11月29日（30歳） | 下総国                     | 2025年7月11日                            | オリジナル           |
| ラブリカ・ヒナーノ     | 2000年5月21日（25歳）  | 群馬ラブリー研究所         | 2025年7月11日                            | オリジナル           |
| RENA                   |                        | 群馬県桐生市               | 2025年8月11日                            |                      |
| 長崎闘冴               |                        | 長崎県                     | 2025年8月11日                            |                      |

## 不定期参戦選手
- 山縣優（フリー）
- 塚本竜馬（フリー）
- 遠州はじめ（フリー：JTO静岡支部）
- 武田光博（フリー：JTO北海道支部）[注 6]
- 中島真志（フリー：JTO東北支部）[注 7]
- 西川ジュン（フリー）
- ブレイザー丹内（カーベル）
- 金剛山（南大阪プロレス）
- MIKA（フリー）[注 8]

## スタッフ
| 人物   | 役職               | デビュー      | 出身地       |
| ------ | ------------------ | ------------- | ------------ |
| 椎名優 | リングアナウンサー | 2020年6月20日 | 大分県大分市 |

## サポートスタッフ
- ちはなちよこ（フリー） - レフェリー
- パンチ田原（リングスタッフ） - リングアナウンサー、レフェリー
- Kaguya（AlmaLibre） - リングアナウンサー、レフェリー

## ユニット
武尊集団 明王
- 夕張源太
- KEITA
- MIYAMASA
- ヒロ飯島
- IBUKI
- 塚本竜馬
- 鈴木みのる

ILL GRAVITY
- ARA
- ケンスケ
- Mr.マスク
- 赤間"AKM"直哉
- MIKA

GENESIS
- ファイヤー勝巳
- 十文字アキラ
- ボンバータツヤ

ビッグフュージョン
- ビッグ春華
- ホルスタイン・エンジュ
- 五十鈴（ブレーン）

## 歴代所属選手
| 選手                                 | 在籍期間                       |
| ------------------------------------ | ------------------------------ |
| 舞華                                 | 2019年5月7日 - 2020年7月31日   |
| 田村ハヤト                           | 2019年9月24日 - 2021年1月15日  |
| YuuRI                                | 2020年11月11日 - 2021年9月2日  |
| KANON                                | 2019年7月8日 - 2022年3月31日   |
| ブルドーザー亜未沙（現：緑野アミサ） | 2021年9月2日 - 2022年5月29日   |
| イッセー杉原                         | 2022年7月9日 - 2022年9月18日   |
| SEKIYA                               | 2021年3月19日 - 2023年6月30日  |
| 綾部蓮                               | 2020年9月2日 - 2023年12月31日  |
| 横浜そう太                           | 2024年1月13日 - 2024年4月30日  |
| グラディオ                           | 2023年11月10日 - 2024年7月19日 |
| 五十鈴                               | 2024年4月17日 - 2024年12月27日 |
| 南部タマキ                           | 2024年9月1日 - 2025年1月6日    |
| 神姫楽ミサ                           | 2020年6月20日 - 2025年7月31日  |
| 柳川澄樺                             | 2020年11月11日 - 2025年7月31日 |

## 歴代レギュラー参戦選手

### 男子選手
- 超人勇者Gヴァリオン[注 20]
- EXヴァリオン[注 21]

### 女子選手
- 雫有希[注 22]

## 歴代スタッフ
| 人物         | 役職               | 在籍期間                       |
| ------------ | ------------------ | ------------------------------ |
| 都志見久美子 | リングアナウンサー | 2020年6月20日 - 2021年11月30日 |

## 歴代ユニット
ブラック軍
- ブラックチャンゴ
- ブラックイーグル
- ブラックチャンギータ
- ブラック・ザ・ドラゴン
- ブラックR
- ブラックディアブロ
- ブラック・ザ・ジャイアント
- BM
- BPM

ケンイチ軍団
- ケンイチ
- ケンスケ
- Mr.マスク
- ジャタブラック